# Anders Emil Ferm
För politikern, se Anders Ferm
Anders Emil Ferm, född 8 maj 1874 i Ockelbo, död 23 maj 1955 i Leksand, var officer i Frälsningsarmén 1898–1907, och därefter musikledare i Leksands kår.